# Calcitonin
Calcitonin (også kendt som thyrocalcitonin) er et af tre hormoner som produceres i thyroidea, skjoldbruskkirtlen; de to andre er triiodthyronin (T3) og thyroxin (T4). Den vigtigste funktion er at virker modsat PTH, parathyroideahormonet på knoglestoffskiftet. PTH stimulurer osteoklasterne til at nedbryde knoglemasse. Disse celler bevirker at magnesium og calcium frigøres, således at blodkoncentrationerne af disse stoffer forøges. Calcitonin hindrer at knoglerne afgiver calcium til blodet, ved at inhibere osteroklasterne, og stimulerer knoglebyggende osteoblast celler. Calcium regnes for at være det mineral som er strengest reguleret i kroppen, styret af komplicerede prosesser.
Calcitonin er blevet fundet i fisk, krybdyr, fugle og pattedyr.
Calcitonin er et peptidhormon, der består af 32 aminosyrer.

## Funktion
Calcitonin deltager i calcium- og fosformetabolismen og modvirker derved parathyreoideahormonet (PTH) og D-vitamin
Mere specifikt sænker calcitonin blodets koncentration af calciumioner (Ca2+) på to måder:
- Større virkning: Hæmmer aktiviteten af osteoclaster, de knoglenedbrydende celler.
- Mindre virkning: Hæmmer den renale tubulære reabsorption af calciumioner (Ca2+) og fosfat i de tubulære celler i nyrerne udskillelsen i urinen fremmes.

## Biokemi
Calcitonin dannes ved proteolytisk spaltning af et større prepropeptide, der er translateret fra CALC1 genet (CALCA). Dette gen udtrykker en familie af forstadier til relatede hormoner: Beta-amyloid eller islet amyloid precursor protein, CGRP eller calcitonin gen-relateret peptid og forstadiet til adrenomedullin.
Calcitonin består af en kæde af 32 aminosyrer. Forskellen mellem calcitonin fra menneske og fra laks er en variation i 16 aminosyrer.
- Calcitonin fra laks:

```
     Cys-Ser-Asn-Leu-Ser-Thr-Cys-Val-Leu-Gly-Lys-Leu-Ser-Gln-Glu-Leu-His-Lys-Leu-Gln-Thr-Tyr-Pro-Arg-Thr-Asn-Thr-Gly-Ser-Gly-Thr-Pro
```

- Calcitonin fra menneske:

```
     Cys-Gly-Asn-Leu-Ser-Thr-Cys-Met-Leu-Gly-Thr-Tyr-Thr-Gln-Asp-Phe-Asn-Lys-Phe-His-Thr-Phe-Pro-Gln-Thr-Ala-Ile-Gly-Val-Gly-Ala-Pro
```

Sekretion af calcitonin er stimuleret af:
- en stigning i serumkoncentrationen af calciumioner
- gastrin og pentagastrin.

Receptoren for calcitonin receptor findes på osteoklaster, i nyrer og i regioner af hjernen. Receptoren er en G-protein-koblet receptor, og signaltransduktionen sker via Gs, adenylatcyclase og dannelse af cAMP.

## Som lægemiddel
Calcitonin fremstilles ud fra fisk, specielt fra laks, som lægemiddel.
Calcitonin kan bruges terapeutisk til behandling af osteoporose.

## Eksterne links og referencer
1. ↑  Hole's Essentials of Human Anatomy & Physiology, thirteenth edition, McGraw Hill, D. Shier, J. Butler, R. Lewis, side 312